# Почернін (Західнопоморське воєводство)
Почернін (пол. Poczernin) — село в Польщі, у гміні Старґард Старгардського повіту Західнопоморського воєводства.
Населення — 230 осіб (2011).
У 1975-1998 роках село належало до Щецинського воєводства.

## Демографія
Демографічна структура станом на 31 березня 2011 року:
|          | Загалом | Допрацездатний вік | Працездатний вік | Постпрацездатний вік |
| -------- | ------- | ------------------ | ---------------- | -------------------- |
| Чоловіки | 118     | 35                 | 67               | 16                   |
| Жінки    | 112     | 19                 | 72               | 21                   |
| Разом    | 230     | 54                 | 139              | 37                   |